# Mariehamnsteatern
Mariehamnsteatern är ett marknadsföringsnamn för Teaterföreningen i Mariehamn r.f., en åländsk teaterförening bildad 1914. Teatern har sedan 1939 sin hemmascen i Mariehamns stadshus och producerar vanligtvis två till tre uppsättningar per år. Föreningen delar vartannat år ut Solveig-statyetten. Maria Mäntylä är organisationens ordförande sedan våren 2006.